# Yone Minagawa
Yone Minagawa (em japonês: 皆川ヨ子) (Akaike, Fukuoka, 4 de janeiro de 1893 — 13 de agosto de 2007) foi uma senhora japonesa, considerada a pessoa mais velha do mundo de 28 de Janeiro de 2007 até à data da sua morte. Vivia em Keijuen, numa casa de repouso para idosos na sua natal Akaike.
Ficou viúva cedo. Depois da morte do marido, pôs os seus cinco filhos a vender flores e vegetais, e a trabalhar nas minas de carvão. Tem uma filha viva, sete netos, doze bisnetos e dois trinetos. Yone tornou-se a japonesa mais idosa quando Ura Koyama morreu em Abril de 2005, e a pessoa mais velha do mundo, com a morte da estadunidense Emma Faust Tillman, em 28 de Janeiro de 2007.
Foi uma mulher alegre e com sentido de humor. Gostava de festas de aniversários e de outras comemorações na clínica onde residia. Alimentava-se bem e lia diariamente o jornal e as cartas que chegam de familiares. Foi Decana da Humanidade entre 28 de Janeiro e 13 de Agosto de 2007, falecendo aos 114 anos e 221 dias. Sucedeu-lhe no título a americana Edna Parker.    